# La última tentación de Krusty
La última tentación de Krusty, llamado The Last Temptation of Krust en la versión original, es un episodio perteneciente a la novena temporada de la serie animada Los Simpson. Fue escrito por Donick Cary y dirigido por Mike B. Anderson, y estrenado el 22 de febrero de 1998. El comediante Jay Leno es una de las estrellas invitadas del episodio. Bart convence a Krusty el Payaso para que aparezca en un festival de comedia organizado por Jay Leno, pero el material anticuado de Krusty no es bien recibido por la audiencia, por lo que es duramente criticado. Después de que Krusty trata de ahogar sus penas en la bebida, Bart y Jay Leno lo bañan en la casa de los Simpson. Ante su fracasado nuevo intento de hacer comedia ante la familia Simpson, Krusty decide anunciar su retiro. En la conferencia de prensa en la cual lo anuncia, la audiencia encuentra divertido su humor ácido, por lo que el Payaso vuelve a la comedia con un nuevo estilo, con el cual critica al consumismo. 
La decisión del equipo de producción de escribir un episodio sobre comedia en vivo se vio influenciado por los festivales de comedia. Los escritores, inicialmente, tuvieron problemas al querer emitir las bromas ofensivas de Krusty, aunque lograron convencer a los censores de permitirles incluirlas. La secuencia del "Canyonero" está basada en un comercial de Ford, y tiene su propio segmento al final del episodio porque a los productores les gustó mucho. El episodio fue incluido en la lista de los seis mejores episodios de la temporada por USA Today, y recibió críticas positivas del The Washington Times, el Evening Herald, y de libros de Los Simpson.

## Sinopsis
Todo comienza cuando la familia Simpson va a una convención, en donde son invitados a un festival de comedia. Bart, al ver los artistas que estarían presentes en el festival, nota que no está Krusty el Payaso. Para que él forme parte del festival, Bart habla con Jay Leno, el organizador del espectáculo, y lo convence de incluir al payaso en su lista de cómicos.
Sin embargo, la rutina de Krusty no hace reír a nadie, ya que los chistes eran viejos y de mal gusto. Desilusionado por su fracaso, Krusty se va de juerga, hasta terminar desmayado frente a la casa de los Flanders, donde es rescatado por Bart, quien lo lleva a su casa. Al ver todos los productos "Marca Krusty" que el niño tiene en su habitación, Krusty se da cuenta de que ha gastado demasiado tiempo vendiendo su imagen en vez de mejorar sus actuaciones. 
Después de hacer un ensayo de rutina cómica ante la familia Simpson que no funcionó, el payaso siente que su carrera como comediante estaba acabada, y decide anunciar su retiro en una conferencia de prensa. Sin embargo, en esa ocasión desquita su coraje hablando mal de los cómicos actuales, haciendo reír a los periodistas. Viendo que aún era gracioso, Krusty decide volver a la comedia, pero esta vez en un tono más crítico, presentándose como comediante en la taberna de Moe.
Los habitantes de Springfield se hacen fanáticos de los shows de Krusty y de su estilo, ya que hablaba de la vida normal, que es "lo que el público quiere". Incluso, en una ocasión, Krusty piensa que trabajaba duro solo para ganar dinero, y decide que este ya no lo haría su esclavo: para demostrarlo, quema un billete. Todo el público hace lo mismo con su propio dinero, incluso Homer, aunque Marge logra salvar algo de billetes. 
Un día, dos ejecutivos van a ver a Krusty a la taberna de Moe, y le piden que auspicie su nuevo auto, el Canyonero. Como paga, le ofrecen uno totalmente gratis. Krusty, al principio, rechaza la oferta, ya que aceptar significaría que el público lo odiase por vender su imagen. Sin embargo, al ver el lujoso auto, cambia de opinión y acepta la oferta. Su público, enojado, le da la espalda y lo abuchea cuando da su rutina de comedia, y el único admirador que le queda al payaso es su siempre fiel Bart Simpson.

## Producción

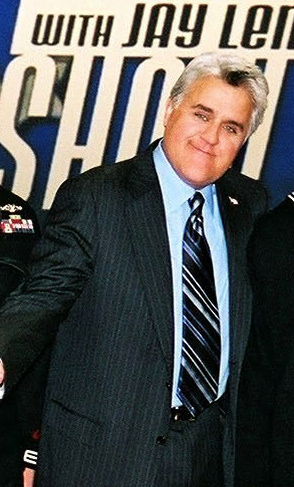
Jay Leno, estrella invitada del episodio.

En el comentario de DVD de la novena temporada de Los Simpson, el escritor Donick Cary dijo que la inspiración para la idea de un episodio sobre la comedia en vivo surgió de los festivales de comedia que se estaban llevando a cabo en ese momento. El productor ejecutivo Mike Scully dijo que los escritores tuvieron dificultades en emitir los chistes ofensivos de Krusty, ya que iban a ser censurados. Las bromas clásicas de Krusty fueron aceptadas por los censores del canal porque los escritores los convencieron de que el público entendería que las bromas solo demostraban lo anticuado de los chistes del payaso. Antes de la escena en la cual Jay Leno y Bart lavan el cabello de Krusty en la bañera, iba a haber una escena en la cual Bart le pediría ayuda a Leno. Los escritores pensaron que el público entendería si Leno aparecía simplemente ayudando a Krusty, sin necesidad de utilizar la escena intermedia.
Mike B. Anderson dijo que fueron escritos al menos tres actos diferentes de la rutina de comedia que da Krusty en la taberna de Moe. La rutina que se utilizaría se eligió al editar el episodio. El episodio aún estaba siendo animado solo tres semanas antes de su estreno, y el proceso de producción tuvo que acortarse demasiado para llegar a tiempo. La secuencia del Canyonero fue planeada originalmente para aparecer durante los créditos finales. Sin embargo, al equipo de producción le gustó tanto la escena que decidieron mostrarla antes de los créditos, por lo que le dieron su propio segmento al final del episodio.

## Referencias culturales

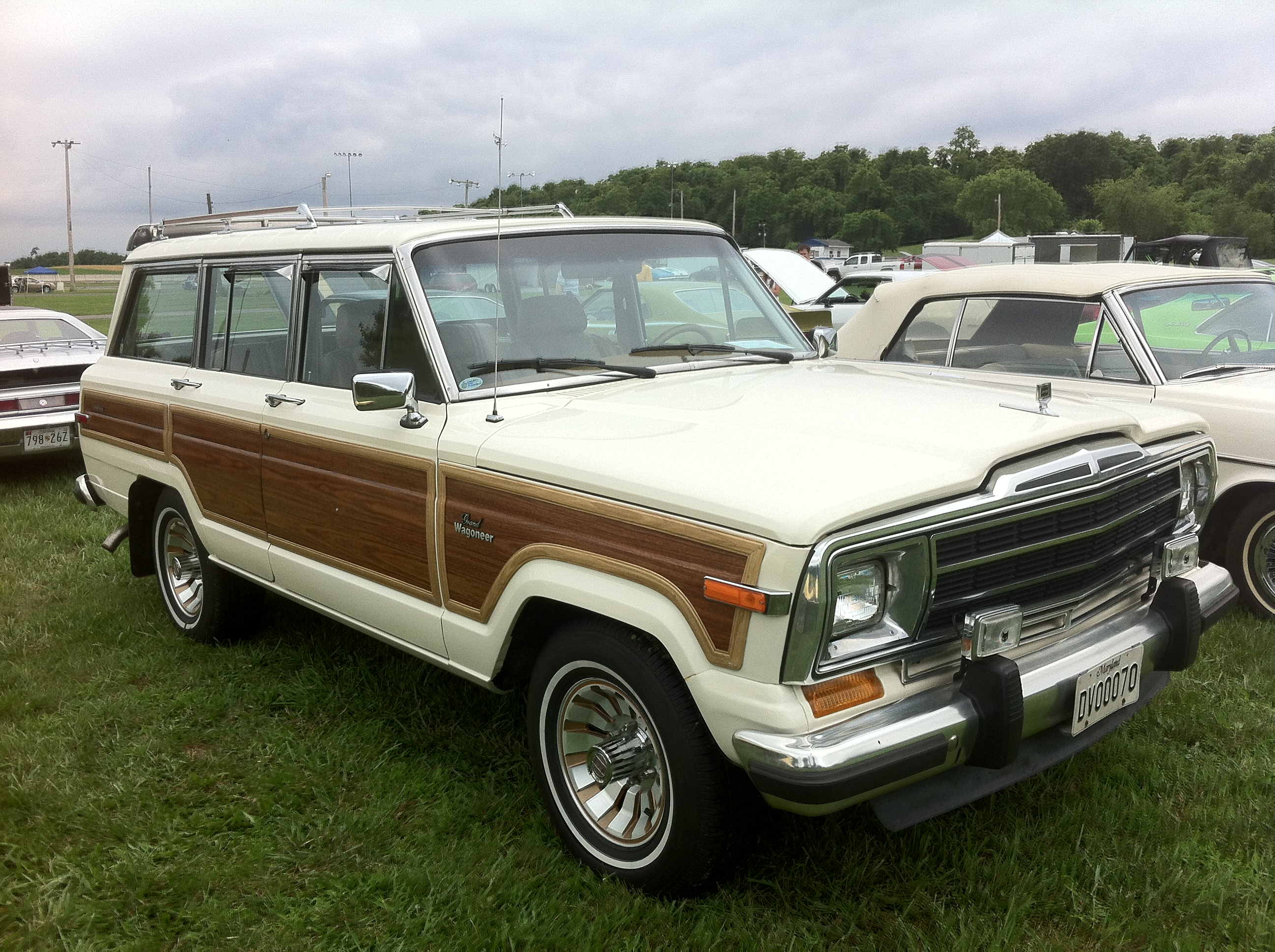
Todoterreno similar al Canyonero.